# 佐世保市立港小学校
佐世保市立港小学校（させぼしりつ みなとしょうがっこう）は、長崎県佐世保市天神町にある公立の小学校。

## 概要
歴史
1974年（昭和49年）、当時マンモス校であった佐世保市立天神小学校の校区のうち十郎新町、崎辺町、天神町（後の天神四丁目の大部分及び天神五丁目の一部分となった部分を含む）を分割させ誕生した。
校区
住所表記で「長崎県佐世保市」の後に「十郎新町、天神四丁目（一部）、天神五丁目（一部）、天神町、崎辺町」が続く地域。中学校区は佐世保市立崎辺中学校。
校章
上に2羽のカモメの絵、中央に校名の「港」の文字、下に海の波の絵を置いている。
校歌
作詞は中川竜一、作曲は佐藤吉五郎による。歌詞は3番まであり、各番に校名の「港小学校」が登場する。

## 沿革
- 1974年（昭和49年）4月1日 - 佐世保市立天神小学校から分離する形で「佐世保市立港小学校」（現校名）が開校。

## 交通
最寄りのバス停
- 西肥バス（させぼバスが担当） 「港小学校前」バス停
  - JR九州 佐世保駅前から教育隊方面行きのバスに乗車し約20分

## 周辺
- 佐世保市立崎辺中学校
- 海上自衛隊佐世保教育隊

## 関係者

### 出身者
- 藤田倭 (女子ソフトボール選手)

## 関連事項
- 長崎県小学校一覧
- 佐世保市小学校一覧
- 港小学校